# Апелляционный суд Гёталанда
Апелляционный суд Гёталанда (швед. Göta hovrätt) является одним из шести апелляционных судов в Швеции, находится в городе Йёнчёпинг.

## История
Апелляционный суд Гёталанда был открыт 5 ноября 1634 года при правлении королевы Кристины в городе Йёнчёпинг. Из всех шести апелляционных судов Швеции, он является одним из самых старых  (после Апелляционного суда  Свеаланда — 1614 г.). Первоначально юрисдикция Апелляционный суда Гёталанда распространялась на провинции Гёталанд и Вермланд. Позже, действие суда стало распространяться также на провинции  Сконе, Блекинге, Халланд и Бохуслен, после их присоединения к Швеции по Брёмсебрускому  (1645) и Роскилльскому мирным договорам (1658).
Для уменьшения нагрузки в работе Апелляционных судов Свеаланда и Гёталанда, впоследствии были созданы ещё четыре апелляционных суда. В 1820 году провинции  Сконе и Блекинге получили свой апелляционный суд, который первоначально находился в городе Кристианстад, сейчас находится в Мальмё. В 1948 году для провинций Халланд, Бохуслен, Вермланд и части Вестергётланда создан новый Апелляционный суд Западной Швеции, который располагается в Гётеборге.

## Структура и юрисдикция
Апелляционный суда Гёталанда имеет чуть более 80-ти сотрудников. Главой суда является президент Стэн Андерссон. Суд состоит из трёх отделов и администрации. Каждый судебный отдел состоит из председателя коллегии, двух заместителей председателя, пяти судей, секретаря судебного заседания и др. Каждый отдел имеет редакционная группу, включающий фискалов и секретаря.
Основной функцией Апелляционного суда Гёталанда является рассмотрение жалоб на приговоры и решения районных судов, попадающих под юрисдикцию этого суда. Таких районных судов насчитывается восемь:
- Районный суд Векшё (Векшё)
- Районный суд Экшё (Экшё)
- Районный суд Йёнчёпинга (Йёнчёпинг)
- Районный суд Кальмара (Кальмар)
- Районный суд Линчёпинга (Линчёпинг)
- Районный суд Норрчёпинга (Норрчёпинг)
- Районный суд Скараборга (Шёвде)
- Районный суд Эребру (Эребру)